# Sphenomorphus cranei
Sphenomorphus cranei este o specie de șopârle din genul Sphenomorphus, familia Scincidae, descrisă de Werner Theodor Schmidt în anul 1932. Conform Catalogue of Life specia Sphenomorphus cranei nu are subspecii cunoscute.